# Гвідо Гіронімус
Гвідо Гіронімус (нім. Guido Hyronimus; 17 листопада 1918, Аугсбург — 6 липня 1944, Ла-Манш) — німецький офіцер-підводник, оберлейтенант-цур-зее крігсмаріне.

## Біографія
9 жовтня 1937 року вступив на флот. З серпня 1940 року — офіцер взводу дивізіону корабельних гармат в Мюнстерлагері, з вересня 1940 року — взводу військово-морської служби Булоні. З жовтня 1940 по березень 1941 року пройшов курс підводника. З 20 червня по грудень 1941 року — 2-й вахтовий офіцер на підводному човні U-351. З 30 січня по грудень 1942 року — 1-й вахтовий офіцер на U-461. З 27 січня по 20 серпня 1943 року — командир U-670, після чого був переданий в розпорядження 5-ї флотилії. З 25 жовтня 1943 року — командир U-678. 8 червня 1944 року вийшов у свій перший і останній похід. 6 липня U-678 був потоплений в Ла-Манші глибинними бомбами канадських есмінців «Оттава» і «Кутеней» та британського корвета «Стейтік». Всі 52 члени екіпажу загинули.

## Звання
- Кандидат в офіцери (9 жовтня 1937)
- Морський кадет (28 червня 1938)
- Фенріх-цур-зее (1 квітня 1939)
- Оберфенріх-цур-зее (1 березня 1940)
- Лейтенант-цур-зее (1 травня 1940)
- Оберлейтенант-цур-зее (1 квітня 1942)